# 1927 en mathématiques
| Années des mathématiques : 1924 - 1925 - 1926 - 1927 - 1928 - 1929 - 1930    |
| Décennies des mathématiques : 1890 - 1900 - 1910 - 1920 - 1930 - 1940 - 1950 |

Cet article présente les faits marquants de l'année 1927 en mathématiques.

## Publications
- Alfred North Whitehead et Bertrand Russell : deuxième édition des Principia Mathematica.

## Naissances
- 9 février : Masayoshi Nagata (mort en 2008), mathématicien japonais.
- 17 février : John Selfridge (mort en 2010), mathématicien américain.
- 20 février : Mircea Malița (mort en 2018), mathématicien, diplomate et philosophe des sciences roumain.
- 27 février : Peter Whittle, mathématicien néo-zélandais, Médaille Guy 1996.
- 2 mars : Piotr Kowalski (mort en 2004), sculpteur, mathématicien et architecte franco-polonais.
- 6 avril : Constance van Eeden, statisticienne mathématique néerlando-canadienne.
- 14 avril : Marcel Berger (mort en 2016), mathématicien français.
- 26 avril : Michel Kervaire (mort en 2007), mathématicien suisse d'origine française.
- 19 mai : Serge Lang (mort en 2005), mathématicien franco-américain.
- 30 mai : Joan Birman, mathématicienne américaine.
- 17 juin : Maria Wonenburger, mathématicienne espagnole.
- 31 juillet : Felix Browder (mort en 2016), mathématicien américain.
- 10 juillet : Grigori Barenblatt (mort en 2018), mathématicien russe, Médaille Timoshenko 2005.
- 2 août : 
  - Paul Garabedian (mort en 2010), mathématicien américain.
  - Peter Swinnerton-Dyer (mort en 2018), mathématicien britannique.
- 11 août : Philip Wolfe (mort en 2016), statisticien et mathématicien américain.
- 8 septembre : Marguerite Frank, mathématicienne américaine.
- 23 septembre : Lester Randolph Ford junior (mort en 2017), mathématicien américain.
- 25 septembre : Ichirō Satake (mort en 2014), mathématicien japonais.
- 8 octobre : Peter Roquette, mathématicien allemand.
- 17 octobre : Friedrich Hirzebruch (mort en 2012), mathématicien allemand.
- 27 octobre : Mikhail Postnikov (mort en 2004), mathématicien russe-soviétique.
- 12 novembre : Yutaka Taniyama (mort en 1958), mathématicien japonais.
- 18 novembre : John Britton (mort en 1994), mathématicien britannique.
- 20 novembre : Kikuo Takano (mort en 2006), mathématicien et poète japonais.
- 13 décembre : Gerald Whitham (mort en 2014), mathématicien américain.
- 17 décembre : Hoang Tuy, mathématicien vietnamien.
- 31 décembre : George H. Mealy (mort en 2010), mathématicien américain.
- Chen Chung Chang (mort en 2014), mathématicien américain.

## Décès
- 3 janvier : Carl Runge (né en 1856), mathématicien et physicien allemand.
- 10 février : Alfred George Greenhill (né en 1847), mathématicien britannique.
- 5 mars : Franz Mertens (né en 1840), mathématicien allemand.
- 12 mai : Giuseppe Bagnera (né en 1865), mathématicien italien.
- 7 juillet : Gösta Mittag-Leffler (né en 1846), mathématicien suédois.
- 17 août : Ivar Fredholm (né en 1866), mathématicien suédois.
- 21 août : William Burnside (né en 1852), mathématicien anglais.
- 1er septembre : Emil Müller  (né en 1861), mathématicien autrichien.
- 29 octobre : Leonard Nelson (né en 1882), mathématicien et philosophe allemand.